# Great Meadows (New Jersey)
Great Meadows – jednostka osadnicza w Stanach Zjednoczonych, w stanie New Jersey, w hrabstwie Warren.